# Brenda Gourley
Brenda Gourley (nascuda l'1 de desembre de 1943) rectora i directora executiva de l'Open University del Regne Unit de 2002 a 2009.

## Trajectòria
Gourley és una comptable que ha fet de professora de comptabilitat i finances. Ha exercit com a consellera no executiva en diversos consells i patronats tant del sector públic com privat. Va ser vicerectora de la Universitat de Natal a Sud-àfrica durant vuit anys, esdeveninnt la primera dona vicerectora del país. La beca Brenda M Gourley s'atorga en el seu honor a la Universitat de Kwa-Zulu Natal per als "estudiants de grau que ocupen el segon lloc de la gamma completa de estudiants universitaris de tota la Universitat".
Va ser nomenada quarta vicerectora de la Open University el 2002. Gourley va fer un esforç especial per millorar les relacions d'aquesta organització amb l'Àfrica. Això implicava recaptar fons substancials per permetre'ls oferir els seus serveis a l'Àfrica. Gourley va aconseguir que fos la primera universitat britànica a fer una gran selecció dels seus recursos educatius de manera gratuïta a la xarxa, sent una promotora del moviment Open Educational Resources. Dona suport al paper de l'educació superior en la promoció de la justícia social i la recerca com una manera sostenible de sortir de la pobresa.
Gourley va ser membre fundadora de la Talloires Network; una organització que té com a objectiu enfortir els rol cívic de les universitats i l'educació superior. Va formar part de la junta de l'Associació Internacional d'Universitats durant vuit anys. Va exercir com a presidenta, durant dos mandats, de l'Associació d'Universitats de la Commonwealth.
Gourley va formar part del consell de la Universitat de Brighton del 2011 al 2015 Va ser directora no executiva independent al consell de la companyia cotitzada sud-africana AdvTech Ltd durant 11 anys fins al març de 2021 i durant 8 anys. anys, fins al 2019, a la Junta Directiva del grup benèfic, IADP, l'Associació Internacional de Publicacions Digitals, que busca millorar l'experiència educativa i el resultat de l'educació terciària als països en desenvolupament. Va ser presidenta, durant dos mandats, del Consell d'Administració del Consell per a l'Educació de la Commonwealth, una organització benèfica que vol millorar l'experiència educativa i els resultats de l'educació terciària als països de la Commonwealth. Va ser consellera electa de l' Institut de la Ciutat i Gremis de Londres i membre del Royal Anniversary Trust, que atorga el premi biennal Queen's Anniversary.
Gourley ha estat guardonada amb 14 doctorats honoris causa d'universitats de quatre continents.
L'any 2009, Gourley va ser nomenada com una de les dones més inspiradores del Regne Unit als premis Women in Public Life.

## Premis i reconeixements
- Doctora honoris causa: LLD, Universitat de Nottingham, Regne Unit (1997)[18]
- Doctora honorífica: D.Hlett, Universitat de Richmond, Regne Unit (2004)[19]
- Doctora honorífica: D.Ed., per la Universitat d'Abertay, Regne Unit (2004)[20]
- Doctora honorífica: D.Phil., Allama Iqbal Open University, Pakistan (2007)
- Llicenciatura honorífica: HC, Université du Québec à Montréal (2007)[21]
- Doctora honoris causa: DCom, per la Universitat de Pretòria, Sud-àfrica (2008)[22]
- Beca honorífica de la Universitat Oberta d'Israel (2008) en reconeixement del seu compromís per ampliar l'accés de la comunitat a l'educació superior.
- Beca honorífica de la Commonwealth of Learning (2008)
- Atorgament del Premi Individual a l'Excel·lència pel Consell Internacional per a l'Educació Oberta i a Distància (2008)[23]
- Medalla de Symon atorgada per l'Associació d'Universitats de la Commonwealth per la seva contribució a l'educació superior a la Commonwealth (2008)
- Doctora honoris causa: HC, per la Universitat Oberta dels Països Baixos (2009)
- Premi: Premi Internacional al Servidor Públic de l'Any concedit per Women in Public Life Initiative.[24]
- Doctora Honoris Causa: HC: per la Universitat Oberta de Catalunya, Espanya (2011)[25]
- Doctora honoris causa: D.Phil., Universitat de Sud-àfrica (2011)[26]
- Fellowship of The Open University (2011)
- Doctora honorífica: D.Phil., Universitat de Gloucestershire (2011)[27]
- Títol honorífic: D.Ed., Universitat de Witwatersrand (2012)[28]
- Llicenciatura honorífica: D.Ed., Universitat de Sud-àfrica (2013)[29]
- Premi UNISA Calabash 2014 UNISA (2014)[30]